# Pluralismus (politická teorie)
Pluralismus v politické teorii (z latinského pluralis, množný, vícerý) označuje moderní přesvědčení, že svobodná společnost se může udržet jen tehdy, pokud v ní o výkon státní moci volně soutěží více rovnoprávných uchazečů. Tento názor se opírá o následující skutečnosti:
- prostředky této moci v posledních staletích nesmírně rostou, takže stát dnes může své občany velice účinně omezovat v jejich svobodách;
- v moderní společnosti nelze očekávat, že by se na podstatných věcech všichni shodli;
- přesto je třeba, aby i menšinové názory a zájmy byly ve státní politice nějak zastoupeny;
- tyto zájmy a postoje se navíc často velmi rychle mění, což může nejspíše postihnout volná soutěž politických stran;
- občanstvo moderních společností se také mění díky rostoucí migraci a mobilitě;
- velká část občanů vystupuje v různých rolích, kde hájí dosti odlišné zájmy a názory;
- hodnotově a názorově neutrální moderní stát je v důsledku toho také velice labilní; zachování základního rámce svobody a práva může tak nejspíše zajistit zřetelná pluralita. Jen tak je totiž naděje, že se aspoň část politické reprezentace případně postaví proti přirozeným tendencím k autoritativní vládě.

K pluralistickému názoru patří proto také decentralizace moci a rozhodování, podpora zájmového sdružování na různých úrovních a konečně princip subsidiarity: o věcech se má rozhodovat na té nejnižší možné úrovni, kde o nich lze rozhodnout kompetentně a věcně správně.